# 弗里波特 (明尼苏达州)

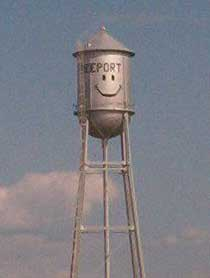
弗里波特的 水塔 迎接旅游沿 94号州际公路 有一个 笑脸

弗里波特（英語：Freeport）是一个美國城市，位於明尼苏达州斯县。根據2010年的人口普查，當地人口為632人。

## 地理
根据美国人口普查局，该城市的总面积為1.15平方英里（2.98平方）。